# 슬라 샤힌
슬라 샤힌(Sıla Şahin, 1985년 12월 3일 ~ )은 터키계 독일의 배우이다.